# Andrea Jürgens
Andrea Elisabeth Maria Jürgens (* 15. Mai 1967 in Wanne-Eickel; † 20. Juli 2017 in Recklinghausen) war eine deutsche Schlagersängerin. Sie wurde Ende der 1970er Jahre als Kinderstar bekannt.

## Privatleben
Andrea Jürgens kam 1967 als zweites Kind von Heinrich („Heinz“, 1934–2010) und Margret Jürgens (1928–2016) in Wanne-Eickel zur Welt. Ihr 1955 geborener Bruder starb 2013.
Am 18. Februar 1989 heiratete sie ihren langjährigen Partner Ralf Stiller, mit dem sie seit 1981 eine Beziehung geführt hatte. Die Ehe wurde 1994 geschieden.
Andrea Jürgens starb im Juli 2017 im Alter von 50 Jahren infolge eines akuten Nierenversagens. Sie wurde auf dem Zentralfriedhof von Recklinghausen in Hillerheide beigesetzt.

## Karriere

### Kinderstar in den späten 1970er Jahren
1977 hatte die von Jack White entdeckte Jürgens im Alter von zehn Jahren in der ARD-Silvestergala von Am laufenden Band mit Rudi Carrell ihren ersten Fernsehauftritt. Sie stellte an diesem Abend das von White komponierte und von Jon Athan getextete Lied Und dabei liebe ich euch beide vor, bei dem sie aus kindlicher Perspektive die Situation nach einer Ehescheidung besang. Danach trat sie in weiteren Fernsehsendungen auf, und ihr Lied wurde von mehreren Radiosendern aufgegriffen. Die Single stieg im Januar 1978 in die deutschen Singlecharts ein und erreichte den vierten Platz. Im März des Jahres sang sie in der von Dieter Thomas Heck moderierten ZDF-Hitparade, in der sie Platz eins belegte.
Ihr zweiter Erfolg war im Juli 1978 das Lied Ich zeige dir mein Paradies (Platz 5), das sich ebenso wie Tina ist weg (1979, Platz 49) in der deutschen Hitparade platzieren konnte. Sie festigte damit ihr Image als erster Kinderstar nach Heintje, mit dem sie im selben Jahr ein Duett in der Fernsehshow Zwischenmahlzeit sang. Das Jahr 1979, das von der UNO als Jahr des Kindes ausgerufen worden war, führte zum nächsten Hit Ein Herz für Kinder, der als Titelmelodie der gleichnamigen Aktion der Bild geschrieben wurde. Direkt daran schloss sich Eine Rose für dich an. Im Oktober 1979 erschien die LP Weihnachten mit Andrea Jürgens, die innerhalb von drei Monaten über 1,5 Millionen Mal verkauft wurde. Sie war damit lange Zeit das bestverkaufte Weihnachtsalbum und erhielt einen Eintrag ins Guinness-Buch der Rekorde.

### Entwicklung in den 1980er Jahren
In den folgenden Jahren erschienen weitere Platten mit hohen Verkaufszahlen, darunter auch das Album Andrea Jürgens singt die schönsten deutschen Volkslieder, das Platz 18 der deutschen Charts erreichte. 1981 gelang der Charteinstieg erneut mit den beiden Liedern Mama Lorraine und Japanese Boy. 1982 erreichte auch Playa Blanca die Charts. Wie auch Manuel Goodbye (1983) ist das Stück ein ursprünglich von Linda Susan Bauer auf Englisch gesungener Titel, den Jack White für Jürgens in eine deutsche Version übersetzt hatte.
Die Alben Solang’ ein Mädchen träumen kann (1982) und Weil wir uns lieben konnten nicht an die Erfolge der frühen Alben anknüpfen, obwohl auch aus diesen zahlreiche Singles ausgekoppelt worden waren. Es folgte eine Phase ohne Langspielplatten bis in das Jahr 1990, die nur durch die Veröffentlichung eines Best-of-Albums 1987 und einer Reihe von Singles unterbrochen wurde.

### Spätere Jahre
1995 veröffentlichte Jürgens mit dem Nockalm Quintett die Single Wir greifen nach den Sternen. 2002 feierte sie ihr 25-jähriges Bühnenjubiläum. Im Januar 2008 erschien das Album Verbotene Träume zum 30-jährigen Bühnenjubiläum. Im Oktober 2010 veröffentlichte sie Ich hab nur ein Herz, ihr erstes Album bei Palm-Records. Die gleichnamige Single erreichte in der Sparte „konservativ Pop“ die Spitze der Airplay-Charts. 
Eine weitere erfolgreiche Auskopplung aus dem Album war Rosen ohne Dornen, die bis auf Platz 3 der Airplay-Charts schaffte.
Von 2014 bis 2016 war Maurice van Beek ihr Manager und kümmerte sich um ihr Comeback als Sängerin. 2016 folgte das Album Millionen von Sternen, das sich mit Platz 10 in Deutschland besser als ihre vorherigen Alben platzierte. Ihre letzte ab Herbst 2016 laufende Tournee musste sie drei Monate vor ihrem Tod aus gesundheitlichen Gründen abbrechen.

## Auszeichnungen
Für ihre Musik wurde Andrea Jürgens mit einigen nationalen Musikpreisen ausgezeichnet. Das Album Weihnachten mit Andrea Jürgens erhielt mehrfach Gold und Platin. 1982 und 1983 wurde sie mit der Goldenen Stimmgabel ausgezeichnet, hinzu kamen 1978 und 1979 Silber- sowie 1980 und 1984 Bronze-Löwen von Radio Luxemburg. 1989 erhielt sie für den Titel „Amore Amore“ die „Goldene Note von RTL“. 2016 wurde sie für ihr Comeback mit dem Musikpreis smago! Award geehrt.

## Diskografie
Studioalben

| Jahr | Titel                                     | Höchstplatzierung, Gesamtwochen, AuszeichnungChartplatzierungen (Jahr, Titel, Platzierungen, Wochen, Auszeichnungen, Anmerkungen) | Höchstplatzierung, Gesamtwochen, AuszeichnungChartplatzierungen (Jahr, Titel, Platzierungen, Wochen, Auszeichnungen, Anmerkungen) | Höchstplatzierung, Gesamtwochen, AuszeichnungChartplatzierungen (Jahr, Titel, Platzierungen, Wochen, Auszeichnungen, Anmerkungen) | Anmerkungen                              |
| Jahr | Titel                                     | DE | AT | CH | Anmerkungen                              |
| ---- | ----------------------------------------- | --- | --- | --- | ---------------------------------------- |
| 1978 | Ich zeige dir mein Paradies               | DE41 (1 Wo.)DE | — | — | Erstveröffentlichung: 1978               |
| 1979 | Eine Rose schenk ich dir                  | — | — | — | Erstveröffentlichung: 1979               |
| 1980 | Irgendwann wird jedes Mädchen mal 17      | — | — | — | Erstveröffentlichung: 1980               |
| 1981 | Mama Lorraine                             | — | — | — | Erstveröffentlichung: 1981               |
| 1981 | Singt die schönsten deutschen Volkslieder | DE18 (5 Wo.)DE | — | — | Erstveröffentlichung: 1981               |
| 1982 | Solang’ ein Mädchen träumen kann          | — | — | — | Erstveröffentlichung: 1982               |
| 1984 | Weil wir uns lieben                       | — | — | — | Erstveröffentlichung: September 1984     |
| 1990 | Küsse der Nacht                           | — | — | — | Erstveröffentlichung: 28. Mai 1990       |
| 1991 | Liebe                                     | — | — | — | Erstveröffentlichung: 4. November 1991   |
| 1993 | Ich krieg nie genug von Dir               | — | — | — | Erstveröffentlichung: 2. November 1993   |
| 1996 | Wenn ich glücklich bin                    | — | — | — | Erstveröffentlichung: 2. September 1996  |
| 2000 | Komm in meine Träume                      | — | — | — | Erstveröffentlichung: 27. März 2000      |
| 2002 | Dankeschön – Zum 25. Bühnenjubiläum       | — | — | — | Erstveröffentlichung: 7. Oktober 2002    |
| 2005 | Lust auf’s Leben                          | DE97 (1 Wo.)DE | — | — | Erstveröffentlichung: 23. September 2005 |
| 2008 | Verbotene Träume                          | — | — | — | Erstveröffentlichung: 25. Januar 2008    |
| 2010 | Ich hab’ nur ein Herz                     | — | — | — | Erstveröffentlichung: 22. Oktober 2010   |
| 2016 | Millionen von Sternen                     | DE10 (5 Wo.)DE | AT15 (1 Wo.)AT | CH52 (1 Wo.)CH | Erstveröffentlichung: 18. März 2016      |
| 2018 | Auf du und du                             | DE6 (10 Wo.)DE | AT21 (4 Wo.)AT | CH41 (1 Wo.)CH | Erstveröffentlichung: 20. Juli 2018      |

grau schraffiert: keine Chartdaten aus diesem Jahr verfügbar